# Чайковський міський округ
Чайковський міський округ (рос. Чайковский городской округ) — адміністративно-територіальна одиниця в складі Пермського краю Росії.
Адміністративний центр міського округу — місто Чайковський.  
До 2018 року носив назву Чайковський муніципальний район.

## Географія
Міський округ (до 2018 року муніципальний район) займає площу 2124 км². На півночі межує з Єловським муніципальним районом, на сході — з Куєдинським муніципальним районом, на півдні — з Удмуртською Республікою та Башкортостаном, на заході — з Удмуртською Республікою.